# La familia del barrio
La familia del barrio es una serie de televisión mexicana de animación para adultos, creada en 2004 por Sergio «Teco» Lebrija y Arturo Navarro para la televisora MTV. La serie sigue las peripecias de una familia disfuncional que vive en un edificio multifamiliar de la Ciudad de México y que está conformada principalmente por un hombre adulto joven serio y responsable, su hijo preadolescente de personalidad madura y consciente, su mejor amigo caracterizado por ser mujeriego, desempleado e irresponsable, y su bisabuelo paterno adicto al sexo y al erotismo. Está dirigida al público mayor de 18 años y se caracteriza por satirizar con humor negro la sociedad, actualidad y cultura mexicana a través de las historias y situaciones surrealistas que les suceden a sus protagonistas. 
El reparto principal está conformado únicamente por Sergio Lebrija, quien es la voz de casi todos los personajes de la serie. Primero era trasmitida por la plataforma de YouTube hasta que en mayo de 2013 llegó a la televisión por MTV. Cuenta con 62 episodios repartidos en 5 temporadas, más una película estrenada el 28 de junio de 2024 por la plataforma de streaming Vix

## Historia
La familia del Barrio fue creada en 2004 por Teco Lebrija, subiendo su primer episodio en la plataforma de YouTube, teniendo gran éxito, hasta que en 2013 llegó a la televisión por MTV y Comedy Central.

### Género y temática
Como se ha mencionado, la serie está dirigida al público adulto y se caracteriza por satirizar con humor negro la sociedad, actualidad y cultura mexicana a través de las situaciones que atraviesan los personajes. Su escenario es en la Ciudad de México, en un ficticio edificio llamado Pino donde viven los protagonistas, no solo distintos lugares también toda la ciudad, como un restaurante, un bar, escuela, o distintos lugares del mundo como Egipto y Puerto Rico.
Distintos lugares han salido al paso de episodios.

## Personajes
Los protagonistas son una familia de cinco integrantes: Gaspar, su hijo Jonathan, el Abuelo, el Noruego, y su hijo Olaf. La animación realizada en 2D retrata a una familia mexicana que vive en una unidad habitacional y se enfoca en la vida de los protagonistas y sus vecinos; Peluzin, Pitipú, Don Sebas, El Pasita y La Señora Lameñongas.

### Principales
- Gaspar: Es el personaje principal de la serie. Posee una pequeña barba, pelo parado color negro, pintado con puntas rojas y usa aretes, camisa de manga corta y unos shorts con tenis. Tiene un hijo llamado Jonathan, al cual ama y siempre trata de guiarlo por un buen camino, aunque su bisabuelo y el Noruego traten lo contrario.
- Jonathan: Es el hijo preadolescente de Gaspar y bisnieto del Abuelo. Es uno de los personajes más maduros de toda la serie, aunque algunas veces su abuelo y el Noruego lo corrompen.
- el Abuelo: Es el abuelo paterno y el bisabuelo de Gaspar y Jonathan respectivamente, a quienes constantemente insulta y menosprecia, al igual que con el Noruego, aunque en algunas ocasiones ha quedado claro que en el fondo les tiene un gran afecto, especialmente a Gaspar. A menudo se le ve con una adicción al sexo, incluso yendo con frecuencia al burdel Tenta-Culo.
- el Noruego: Es el mejor amigo de Gaspar e inquilino que vive con los del Barrio. Es bastante holgazán, ya que se niega a conseguir trabajo y no aporta nada a la casa, dejando a Gaspar como el único sustento económico de la casa. Noruego tiene un hijo, de nombre Olaf. El Abuelo lo detesta por ser un "naco", aunque en ocasiones suelen amistarse. Se sabe que la madre de Noruego era una prostituta, quien lo abandonó en un orfanato casi después de nacer y su padre supuestamente murió arrollado por un tren.
- Olaf: Es hijo del Noruego, el cual nació de una aventura que este tuvo con una prostituta (posiblemente del burdel que frecuentan visitar). Aparece por primera vez en el episodio Sirviente del amor de la primera temporada. A pesar de su corta edad, muestra comportamientos maduros y adultos.

### Secundarios
- Peluzin: Es el vecino de la familia protagonista, flaco y alto, que vive en el departamento más deplorable del Edificio Pino. Es un delincuente que estuvo en la cárcel y luego salió en libertad, pero sigue causando fechorías. Peluzin guarda los huesos de su madre en su casa, ya que cuando la fue a enterrar el encargado le dijo que eran $150 y mejor se la trajo. Durante toda la serie ha metido en problemas a todos, desde asaltando a los personajes principales hasta estafando a todo el edificio. Su verdadero nombre es Kike Lambretón.
- Irma: También conocida como «la prostituta más vieja del país», es empleada del burdel Tenta-Culo, en el cual trabaja de mesera y prostituta, es de los personajes más vulgares y siempre se le está insinuado sexualmente a la gente. Físicamente, Irma es una mujer de avanzada edad que no muestra ningún interés por las cosas que pasan a su alrededor (más allá de su constante lujuria y enojo en ocasiones) de cabello blanco y dientes podridos su frase mas famosa es: desgraciades (desgraciados), también sus senos caídos como menciona Peluzin.
- Don Sebas: Es un brujo-curandero del edificio pino, es un hombre puertorriqueño que llegó a México para buscar una mejor vida. Antes de ser brujo, dedicó su vida a ser director de logística, pero era tan malo en su trabajo que lo corrieron al tercer día, luego de ahí subió unos cuantos kilos y ahora vive en el edificio. Le falta cabello y según el Noruego debe usar desodorante. Tiene marcado el acento de Puerto Rico, además es muy lujurioso.
- Pasita: Es un peculiar viejito muy amable de voz chillona que llama a los personajes diciéndoles "Que pasó Chiquitú" con excepción del abuelo al que le dice "Chiquitín", ya que la Pasita también es el padrastro del abuelo, por estar casado con su madre dos meses, ya que el mismo día de la boda la mamá del abuelo le fue infiel al Pasita. Es un hombre longevo de más de 200 años que quiere mucho al abuelo (cosa que no es el caso del abuelo) aunque a veces es muy estresante, senil, sofocante e insoportable, cuando alguien llega a hablar con él, se pone a contar cosas de su época y hace que todos se aburran.
- Pitipú: Pitipú es un hombre de 40 años, de baja estatura y bastante religioso. Anteriormente, Pitipu fue el líder de una banda de maleantes en la frontera con Estados Unidos. Pero en algún punto dejó esa vida para «entregársela a Dios», está tatuado por todo el cuerpo y es de color gris.
- La señora Lameñongas: Es la dueña del Edificio Pino y quien se encarga de cobrar la renta muy rara vez, es una mujer pervertida que quiere acostarse con todo lo que se mueva (en especial con el abuelo) le gusta que le paguen la renta con sexo. Su principal característica es su enorme busto caído. También vivía en el edificio, ya que en un punto de la serie fallece por su avanzada edad.

### Recurrentes
- Güero: Es el hermano gemelo de Peluzin que demuestra ser tan criminal e incluso peor que él, ya que no tiene interés en la familia protagonista.
- Pedrete: Es el rival del Abuelo, quien anteriormente era su mejor amigo. La rivalidad fue causada por la conquista de una mujer que se convertiría en la abuela de Gaspar. Solo aparece en un episodio, pero se vuelve un personaje de fondo.
- Canela: Es la robusta compañera de Irma en el burdel, mostrando una voz ahogada. Está presente en algunos episodios, la mayoría como personaje de fondo.
- Ortega: Es un amigo de Jonathan. Es muy inmaduro e infantil, haciendo que todos se pregunten cómo es que él y Jonathan pueden ser amigos.

## Episodios
| Temporada | Temporada | Episodios | Episodios | Emisión original | Emisión original |
| Temporada | Temporada | Episodios | Episodios | Primera emisión  | Última emisión   |
| --------- | --------- | --------- | --------- | ---------------- | ---------------- |
|           | 1         | 12        | 12        | 2013             | 2015             |
|           | 2         | 12        | 12        | 2015             | 2015             |
|           | 3         | 12        | 12        | 2015             | 2016             |
|           | 4         | 12        | 12        | 2016             | 2017             |
|           | 5         | 14        | 14        | 2018             | 2019             |

## Transmisión por streaming
En enero de 2015, la serie empezó a transmitirse en Netflix emitiéndose solo la primera temporada. Sin embargo, en 2016 la serie fue retirada del servicio de streaming por razones desconocidas.
A partir de septiembre de 2020, la serie se encuentra disponible en Pluto TV, tanto en vivo como on demand.
Actualmente se encuentra 5 temporadas en Paramount+.
Desde junio de 2024, la serie está disponible en la plataforma de streaming Vix y el día 28 del mismo mes se estrenó en México su película en la plataforma ya mencionada.

## Producción
Teco Lebrija ha dirigido todos los episodios de La Familia del Barrio.

### Animación
Toda la serie está hecha en Adobe Flash y en paint desde su inicio, pero desde el 2004 los personajes han tenido diferentes diseños hasta 2013, que se realizó un rediseño en la animación.

## Película
Se produjo una película que se estrenó en Vix el 28 de junio del 2024.